# ショトーカ運動

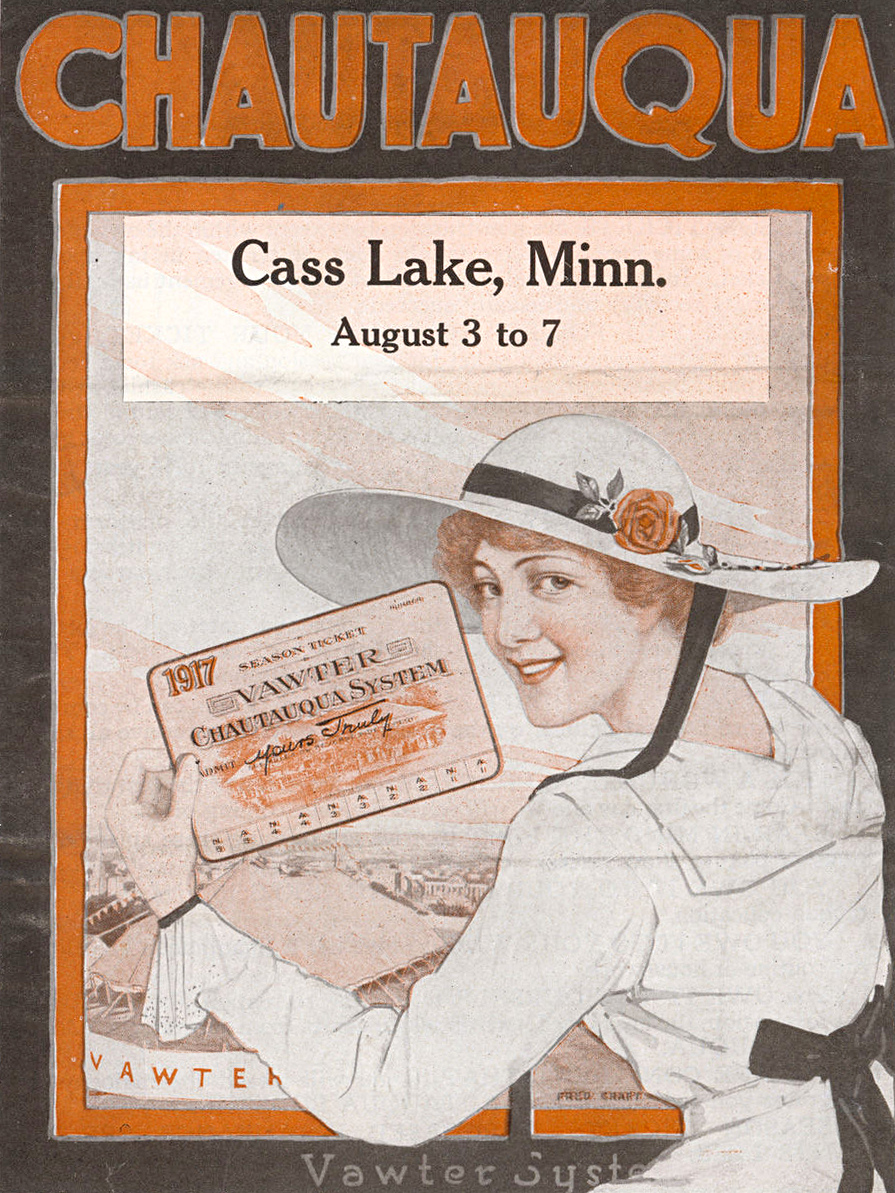
1917年の宣伝パンフレットの表紙。

ショトーカ運動（ショトーカうんどう、Chautauqua、[ʃəˈtɔːkwə] shə-TAW-kwə）は、19世紀末から20世紀初めにかけてのアメリカ合衆国において、人気が高かった成人教育運動。ショトーカ集会は、1920年代半ばまで、アメリカ合衆国の農村地域において、規模を拡大しながら、広まっていった。ショトーカは、地域のコミュニティ全体に娯楽と文化を提供し、当日は演説家、教師、ミュージシャン、エンターテナー、説教者、その他の専門家たちが登場した。元アメリカ合衆国大統領セオドア・ルーズベルトは、ショトーカについて、「アメリカにおける最もアメリカ的なもの (the most American thing in America)」と述べたとされる。
「ショトーカ」は地名「Chautauqua」に由来し、日本語の表記には揺れがある。以下、この教育運動に関するものについては「ショトーカ」、地名に言及する場合は「シャトークア」の表記を優先する。

## 歴史

### マザー・ショトーカ
最初のショトーカは、1874年に、牧師ジョン・H・ヴィンセントと事業家ルイス・ミラーによって組織され、ニューヨーク州のシャトークア湖畔のキャンプ場で開催されたニューヨーク・ショトーカ集会 (New York Chautauqua Assembly) であった。これより2年前から、当時『Sunday School Journal』を編集していたヴィンセントは、教会の日曜学校の教師たちの研修会を、屋外での夏季学校の形式で開催していた。この集まりは、年を追って人気が高まった。ヴィンセントとミラーによって創設された組織は、ショトーカ総合学園 (Chautauqua Institution) として知られるようになっていった。このショトーカは、数多くの独立した、あるいは、「ドーター・ショトーカ (daughter Chautauqua)」（「daughter」は「娘」の意）と称された取り組みが、同様のやり方で展開したことから、「マザー・ショトーカ (the Mother Chautauqua)」と称された。
教育的なサマーキャンプという形態は、家族向けに人気を呼ぶことが明らかになり、「ドーター」・ショトーカによって広く模倣された。数年のうちに、ニューヨーク州の発祥地にちなんで名付けられた「ショトーカ集会 (Chautauqua assemblies)」ないし、単に「ショトーカ (Chautauqua)」という呼称が、北アメリカの各地で立ち上がった。ショトーカ運動は、いち早く19世紀に起こったライシーアム運動を継承したものとみなすこともできる。各地のショトーカ集会が、最良のパフォーマーや講演者を求めて競合するようになると、ライシーアム組織がブッキングの支援を行なった。

### 独立系ショトーカ
独立系ショトーカ、ないし、ドーター・ショトーカは、ニューヨークのショトーカ総合学園のやり方に倣い恒久的な施設で運営されることもあれば、遊園地などの一部を借りて実施されることもあった。

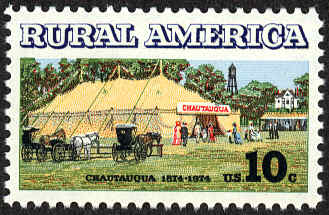
ショトーカの開始100周年を記念した郵便切手。

### サーキット・ショトーカ
サーキット・ショトーカ (Circuit Chautauquas)、通称「テント・ショトーカ (Tent Chautauquas)」は、ショトーカ運動を体現する行事を各地を巡回する形で展開するもので、レッドパス・ライシーアム・ビューロー (Redpath Lyceum Bureau) のマネージャーだったキーズ・ヴァウター (Keith Vawter) と、ロイ・エリソン (Roy Ellison) が、1904年に始めたものである。ショトーカを商業化しようというヴァウターとエリソンの試みは、当初は失敗続きであったが、1907年には商業化の取組が大いに成功するようになった。そこでは様々な出し物が、「町に近い、よく乾いた野原に (on a well-drained field near town)」張られたテントで披露された。数日間の行事の後、テントは畳まれ、次の場所へと移動する。こうした一連の巡業するショトーカを組織する手法は、ヴァウターが生み出したものとされている。

## 講演
講演は、ショトーカの中核をなしていた。1917年以前には、いくつもの講演が、サーキット・ショトーカの編成の大きな部分を占めていた。特に1913年までは、改革を訴える演説と、宗教的霊感を踏まえた談話のふたつが、こうした講演の代表的な形態であった。

### 最も有名な演説
最も精力的に数多くの講演を行ない、しばしばウィリアム・ジェニングス・ブライアンと同じ会場での講演をブッキングされたラッセル・コンウェルは、有名な「Acres of Diamonds（何エーカーものダイアモンドの畑）」という演説は、ショトーカやライシーアム運動のサーキットで、次のようなテーマで、5,000回も語られたという。  
お若い皆さん、お金持ちになりましょう。お金は力です。そして力は善良な人々の手の内にあるべきです。私は断言します。あなた方には貧乏でいる権利はないのです。
Get rich, young man, for money is power and power ought to be in the hands of good people. I say you have no right to be poor.

### その他のおもな講演者たち
「監獄の小さな母 (Little Mother of the Prisons)」と呼ばれたモード・バリントン・ブースも、サーキットで人気の高い講演者であった。ブースの語る監獄の生活は、聴衆の涙を誘い、彼らを改革へと駆り立てた。ジェーン・アダムズは社会問題について、またハルハウスにおける活動について語った。ヘレン・ポッターも、ショトーカでは特筆すべき女性のひとりだった。ポッターは男女様々な役割を演じた。ジョン・ジェントル (John Gentile) によれば、「ポッターが選び抜いた主題は、その多様性において、また女性だけでなく男性にも自信満々になりきる能力において、特筆すべきものであった。後代から振り返る視点から見れば、ポッターのなりきりモノマネ (impersonations) は、一人芸の歴史を踏まえて生じた着想を再利用し、膨らませた例として、特に興味を引くものである」という。より明るい調子のものでは、作家オーピー・リードの語る物語や、家庭内の身近な哲学が、聴衆から好評を得ていた。様々な形態のショトーカ関連行事でよく知られていた演説者、講演者としては、この他にもミズーリ州選出の連邦下院議員チャンプ・クラーク、ミズーリ州知事ハーバート・S・ハドレイ、ウィスコンシン州知事で「闘うボブ (Fighting Bob)」と呼ばれたロバート・ラフォレットらがいた。

## 典型的なショトーカ・サーキットの例
ショトーカの芸人たちの一行がとるルートの例として、1925年の夏のシーズンにギルバート・アンド・サリヴァンの『ミカド』を公演したメイ・バレンタイン・オペラ・カンパニー (May Valentine Opera Company) を見ると、巡業は3月26日にルイジアナ州アビーヴィルで始まり、9月6日にモンタナ州シドニーで終わるようになっていた。

## 関連文献
- Hurlbut, Jesse Lyman (1921): The Story of Chautauqua. New York: G.P. Putman's Sons.
- What was Chautauqua? University of Iowa Libraries, accessed: 2006-03-18.
- Galey, Mary (1981): The Grand Assembly: The Story of Life at the Colorado Chautauqua. Boulder, Colorado: First Flatiron Press, ISBN 0-9606706-0-2.
- Gentile, John S (1989): Cast of One: One-Person Shows from the Chautauqua Platform to the Broadway Stage. Champaign, Illinois: University of Illinois Press. ISBN 0-252-01584-3.
- Gould, Joseph Edward (1961): "The Chautauqua Movement". Albany, New York. State University of New York Press, ISBN 0-87395-003-8.
- Pettem, Silvia (1998): Chautauqua Centennial, a Hundred Years of Programs. http://www.silviapettem.com/books.html
- Rieser, Andrew (2003): The Chautauqua Moment: Protestants, Progressives, and the Culture of Modern Liberalism. New York: Columbia University Press, ISBN 0231126425.
- Strother, French (September 1912). “The Great American Forum: Chautauqua and the Chautauquas in Summer and the Lyceum In Winter”. The World's Work: A History of Our Time XXIV:  551–564 2009年7月10日閲覧。.
- Merkel, Diane on behalf of the Walton County Heritage Association (2008): Images of America DeFuniak Springs. Arcadia Publishing, ISBN 0-7385-5407-3.